# Epitausa patagonica
Epitausa patagonica är en fjärilsart som beskrevs av Achille Guenée 1852. Epitausa patagonica ingår i släktet Epitausa och familjen nattflyn. Inga underarter finns listade i Catalogue of Life.